# رافائيل غامبرا سيوداد
كان رافائيل غامبرا سيوداد (21 يوليو 1920-13 يناير 2004) فيلسوفًا إسبانيًا، ومسؤولًا في التعليم الثانوي، وسياسيًا تابعًا للحركة الكارلية وجنديًا. يُعتبر الممثل الرئيسي للتقليدية المتأخرة في الفلسفة. تندرج أعماله أيضًا تحت نظرية الدولة والسياسة (الفلسفة السياسية). اشتهر بتأليفه للكتب التي تركز على علمنة ثقافة أوروبا الغربية في عصر المجتمع الاستهلاكي. اعتُرِف به على الصعيد السياسي كمنظّر وليس كشخصية نشطة، وذلك على الرغم من ترأسه أحد فروع الكارلية لفترة وجيزة بعد عام 2001.

## الفكر
يُعرف غامبرا على نطاق واسع، من حيث الإلهام العام، بأنه مناسب للتقاليد الأفلاطونية، ولكنه مدين بشكل كبير لسانت توما الأكويني، ويشار إليه أحيانًا على أنه عضو في مدرسة الفلسفة المدرسية الجديدة. تأثرت آرائه في المسيحية بغوستاف تيبون، وإتيان غيلسون، ورومانو غوارديني وماكس شيلر بشكل جزئي. يُشار إليه غالبًا أيضًا على تبنيه لخيوط ألبير كامو الفلسفية والوجوديين الفرنسيين الآخرين، أما من الناحية النظرية في السياسة والدولة فتبع ألكسيس دي توكفيل، وكارل فون فوغلسانغ وخاصة خوان فاسكيز دي ميلا.
يتمثل الخيط الرئيسي لفكر غامبرا بنبذ الحضارة القائمة على العقلانية، والترويج للنظرة التقليدية. تُفهم حياة الإنسان على أنها التزام بالنظام الإلهي، وهوية الإنسان على أنها ممتدة بين الذات والانتماء المجتمعي. يُنظر إلى الإنسان في المقام الأول على أنه كائن اجتماعي ليس مستقلًا، ويُعبَّر عنه غالبًا من خلال دوره في المجتمع، وبالمثل، فإن الحياة تدور حول المساهمة في الخير العام الذي يتعارض مع الفردية أو الليبرالية. إن المجتمع نفسه تحكمه الطبيعة والحيوانية والعقلانية، وذلك على الرغم من أن الدين، كعامل فائق، هو عنصر لا غنى عنه في المعادلة الاجتماعية. إن أفضل تعبير عن هذا النظام السياسي هو «مجتمع الواجبات»، والذي يجمعه هدف مشترك وإلهام ديني. دعا غامبرا إلى تبني العقيدة الأرثوذكسية مع احترام القعيدة غير الأرثوذكسية الخاصة؛ وذلك نظرًا لاعتقاده أن المنظمة العامة التي لا تستند إلى العقيدة المقبولة لا يمكن أن تكون مستقرة أبدًا، مما يؤدي إلى مجرد التعايش بدلًا من التواصل الاجتماعي.
قال غامبرا إن أفضل تعبير عن الذات الاجتماعية للإنسان هو التقاليد؛ والتي يُنظَر إليها على أنها تطور متراكم لا رجعة فيه ويوفر مبدأ يحكم المجتمعات التاريخية، ويتعارض مع أنماط التغيير الثورية. يتجسد التقليد في الملكية الوراثية في حالة إسبانيا بما يعاكس رؤساء الدول المنتخبين، والهيكل الاتحادي مقابل الدول القومية الموحدة، والتمثيل العضوي (النقابوية) مقابل الديمقراطية البرلمانية المعرضة للفساد والتي تركز على الفرد، والأرثوذكسية الكاثوليكية مقابل النظام العلماني أو المحايد، وهياكل الإدارة المنسحبة عمومًا مقابل الهياكل الحديثة القادرة. كانت الكارلية الوصي على مثل هذا التقليد سياسيًا، وليس فقط التجمعات السياسية أو المشاعر الرومانسية بل جوهر الذات الإسبانية.
كان الخيط المتكرر لفكر غامبرا، والذي اعتبره البعض مكونه الأساسي، هو مواجهة الشكل الحديث للتدين. حمل جاك ماريتان وبير تيلار دي شاردان مسؤولية تقويض المسيحية، وتحويلها إلى «دين إنساني جديد»، والاعتراف بالهزيمة في 150 عامًا من النضال ضد الثورة العلمانية. انتقد غامبرا المجمع الفاتيكاني الثاني بشدة، معتبرًا أن الكرامة الإنسانية لا تتوافق مع التقاليد، والجهد المبتكر للفاتيكان الذي أدى إلى هدم المسيحية، وتقليص النزاهة الكاثوليكية إلى مجرد «إلهام مسيحي».
يشار إليه غالبًا على أنه متكامل. بدأ غامبرا في تحمّل مواقف معادية لرجال الدين من منظور اليمين المتطرف في مواجهة الموقف التقدمي للكنيسة. جمع غالبًا بين نقده والهجوم على الفكرة الأوروبية، والتي تُعتبر تعبيرًا ملطفًا يدل إلى أيديولوجية متشددة ومعادية للمسيحية، وعارض تنفيذها في إسبانيا. لم يكن غامبرا معاديًا للديمقراطية بقدر ما كان يعارض تأليه الديمقراطية، وخاصة الموقف الرئيسي، وإن لم يكن الحصري، المزعوم في الحيز العام.

## أعماله
كانت أكثر أعمال غامبرا شهرة في تاريخ الفلسفة: كتاب تاريخ بسيط للفلسفة (1961) وكتاب دورة إبتدائية في الفلسفة (1962) المخصصين للمبتدئين، إذ أعيد طبعهما في طبعات كثيرة، وكانا بمثابة مقدمات شعبية للغاية للفلسفة لأجيال من الطلاب الإسبان حتى أوائل القرن الحادي والعشرين. شارك مع غوستافو بوينو في تأليف الطبعة الأولى من مجلة كورسو؛ إذ أبعد الناشر بوينو في النسخ الذي أُعيد طبعها لاحقًا، فادعى بوينو بعد سقوط الفرانكوية أن غامبرا هو الوحيد الذي أعاد تحرير نتاج عمله الخاص. استُكمِلت هذه الأعمال في عام 1970 بعمل بعنوان الفلسفة الكاثوليكية في القرن العشرين.
تجسدت وجهة نظر غامبرا حول نظرية المجتمع والدولة في ثلاثة أعمال، وهي: أطروحة الدكتوراه الخاصة به بعنوان التفسير المادي للتاريخ (1946)، وكتاب الملكية الاجتماعية والتمثيلية في الفكر التقليدي (1954)، وكتاب ما يسمونها الدولة (1958). أصبح كتاب الملكية، جنبًا إلى جنب مع العمل المشابه المنشور في نفس وقت تقريبًا لإلياس دي تيخادا، حجر الزاوية في الرؤية النظرية التقليدية، بينما نوقِش كتاب ما يسمونها الدولة على نطاق واسع في الصحافة في ذلك العصر، إذ أكسب كلاهما غامبرا مكانة مرموقة في الخطاب العلمي.
تمثلت الأعمال التي كان لها الأثر الأكبر بين الجمهور بأربعة أعمال ركزت على الثقافة المعاصرة، وهي: الوحدة الدينية والانهزامية الكاثوليكية (1956)، وصمت الإله (1967)، والتقليد والتشابه (1976)، واللغة والأساطير (1983). ركز الكتابان الأول والثاني على علمنة الأنظمة السياسية الغربية، إذ واجها الرؤية المسيحية الديمقراطية ومجمع الفاتيكان الثاني على حد سواء، واستكشفا جذور التدهور الثقافي المتصور، وحاولا إعادة تعريف التقاليد مقابل التقدم، وحاولا جاهدين في إظهار كيف أن التطورات المتعددة التي حدثت في القرون الماضية أعطت الإنسان شعور زائف بالإتقان. تحول كتاب التقليد والتشابه بشكل كبير عن روح الانتقال الديمقراطي الإسباني، فسحبه المحرر ووزعه المؤلف بنفسه. فكك كتاب اللغة والأساطير أخيرًا الاتصالات الحديثة، وكان هدفه إثبات تلاعب المد التقدمي باللغة، وتحويلها من وسائل اتصال إلى وسيلة للترويج للثورة الثقافية.
تُعد معظم العناوين في النسخة الرقمية لكتابات غامبرا التي يبلغ عددها 775، التي صدرت في عام 2002، مساهمات في المراجعات والصحافة اليومية، وذلك بغض النظر عن الترجمات، والكتيبات، والتجميعات والأعمال المفردة على الرغم من اعتبار بعضها محاولات تاريخية أصلية. عمل غامبرا بشكل معتدل منذ أربعينات القرن الماضي في الكتابة بمجلة أربور التي أسسها كالفو سيرر. انتقل في وقت لاحق إلى المدينة الكاثوليكية ثم إلى فيربو، والتي تُعد مراجعة غير رسمية للتكامل الإسباني، وساهم أيضًا في بعض المصطلحات الكاثوليكية الأخرى مثل مصطلح التقليد الكاثوليكي أو الألقاب المحافظة مثل أتينيو.
قدم غامبرا عددًا من مراجعات ونشرات الحركة الكارلية في العديد من المجلات مثل: مجلة سييمبري بالانتي، ولاسانتا كوزا، ومونتيخورا، وأزادا إي آستا، والتي حُذِفت تدريجيًا من المجلتين الأخيرتين من قبل إدارتيهما التقدميتين. بقي غامبرا الكاتب المؤلف الرئيسي في صحيفة إلبينسامينتو نافارو على مدى عدة عقود، وتعاون خلال الفترة الفرانكوية المتأخرة وبعدها مع صحيفتي إل آلكازار وفويرزا نويفا. كان أغلب ظهوره في الصحافة الوطنية في تسعينات القرن الماضي وما بعدها كمؤلف للرسائل إلى المحرر، إذ حُدِّد آخر شيء كتبه في عام 2003. انخرط غامبرا في خمسينيت القرن الماضي في مشاريع كارلية خاصة مثل افتتاحية كالامو وطبعات مونتيخورا.